# Opisthacantha sagittifera
Opisthacantha sagittifera är en stekelart som beskrevs av Jean Risbec 1957. Opisthacantha sagittifera ingår i släktet Opisthacantha och familjen Scelionidae. Inga underarter finns listade i Catalogue of Life.